# وودستس
وودستس (به انگلیسی: Woodsetts) یک روستا و محله مدنی در بریتانیا است که در کلان‌شهر مستقل راترهام واقع شده‌است. وودستس ۱٬۷۴۶ نفر جمعیت دارد.